# Clepsis pallidana
Clepsis pallidana es una especie de polilla del género Clepsis, categorizada en la tribu Archipini, de la subfamilia Tortricinae.

## Distribución
Se distribuye por Europa.

## Taxonomía
Fue descrita por Fabricius en 1776 y publicada en (Pyralis), Genera Insectorum: 292.